# Amphoe Ko Samui
Amphoe Ko Samui (Thai: อำเภอ เกาะสมุย) ist ein Landkreis (Amphoe – Verwaltungs-Distrikt) im Osten der Provinz Surat Thani. Die Provinz Surat Thani liegt in der Südregion von Thailand, etwa 650 Kilometer südlich von Bangkok an der Ostküste der Malaiischen Halbinsel zum Golf von Thailand.

## Geographie
Der Landkreis Ko Samui besteht aus der gleichnamigen, touristisch bedeutenden Insel Ko Samui sowie einer Anzahl kleinerer, unbewohnter Inseln im Golf von Thailand, darunter die Inselgruppe des Nationalparks Mu Ko Ang Thong.
Mit 247 Quadratkilometer Fläche ist Ko Samui, nach Ko Phuket und Ko Chang, die drittgrößte Insel Thailands. Sie ist Teil des Samui-Archipels (Muu Ko Samui), zu dem etwa 60 weitere Inseln gehören, darunter Ko Pha-ngan, Ko Tao, Ko Nang Yuan, Ko Taen und die rund 40 Inseln des Nationalparks Ang Thong. Samui liegt 258 Seemeilen südlich von Bangkok. An der schmalsten Stelle ist es 21 Kilometer und an der weitesten Stelle 25 Kilometer breit.
Das Landesinnere ist eine zum Großteil von Sekundärwald bedeckte Berglandschaft. Der ursprüngliche Urwald wurde bis auf wenige Reste schon vor langem abgeholzt, um Raum für Plantagen zu schaffen. Höchster Berg ist der 635 m hohe Khao Thai Kwai im Südwesten der Insel. Eine 51 Kilometer lange Ringstraße führt rund um die Insel, fast immer entlang der Küste.

## Klima
Inmitten der Tropen gelegen, ist das Klima auf der Insel feucht und wechselhaft. Es werden ganzjährig Temperaturen von über 30 °C gemessen, und das Wasser wird nur selten kälter als 28 °C. Der Gezeitenwechsel ist während des Vollmonds und kurz danach am stärksten. Von Februar bis April ist die See ruhig. Regen bedeutet in dieser Zeit kurze, kräftige Schauer am Nachmittag. Von November bis Mitte Dezember ist Regenzeit mit oft starken Monsun-Regenfällen. Von Mai bis Ende September ziehen nachts manchmal Stürme über die Insel.

## Geschichte
Obwohl schon mehrere hundert Jahre Teil des Königreiches Siam, ist Samui erst seit 1896 ein der Provinz Surat Thani zugeordneter Landkreis (Amphoe – Verwaltungs-Distrikt).

## Verkehr
Ko Samui verfügt über einen internationalen Flughafen.

## Verwaltung

### Provinzverwaltung
Amphoe Ko Samui ist in sieben Gemeinden (Tambon) eingeteilt, welche wiederum in 39 Dörfer (Muban) unterteilt sind.
| \| Nr. \| Name \| Thai \| Muban \| Einw.[1] \| \| --- \| ----------- \| ------- \| ----- \| -------- \| \| 1. \| Ang Thong \| อ่างทอง \| 6 \| 11.853 \| \| 2. \| Li Pa Noi \| ลิปะน้อย \| 5 \| 05.011 \| \| 3. \| Taling Ngam \| ตลิ่งงาม \| 5 \| 05.660 \| \| 4. \| Na Mueang \| หน้าเมือง \| 5 \| 04.882 \| \| 5. \| Ma Ret \| มะเร็ต \| 6 \| 08.735 \| \| 6. \| Bo Phut \| บ่อผุด \| 6 \| 18.148 \| \| 7. \| Maenam \| แม่น้ำ \| 6 \| 08.068 \| |             |         |       |        |
| Nr. | Name        | Thai    | Muban | Einw.  |
| 1. | Ang Thong   | อ่างทอง  | 6     | 11.853 |
| 2. | Li Pa Noi   | ลิปะน้อย  | 5     | 05.011 |
| 3. | Taling Ngam | ตลิ่งงาม  | 5     | 05.660 |
| 4. | Na Mueang   | หน้าเมือง | 5     | 04.882 |
| 5. | Ma Ret      | มะเร็ต   | 6     | 08.735 |
| 6. | Bo Phut     | บ่อผุด    | 6     | 18.148 |
| 7. | Maenam      | แม่น้ำ    | 6     | 08.068 |

### Lokalverwaltung
Die Großstadt (Thesaban Nakhon) Ko Samui (Thai: เทศบาลนครเกาะสมุย) umfasst den gesamten Landkreis.